# Aldeanueva de la Vera
Aldeanueva de la Vera è un comune spagnolo di 2 421 abitanti situato nella comunità autonoma dell'Estremadura.